# 大凍山 (臺南市)
大凍山，又作大棟山，日治時期前亦稱頂仔崠，是臺灣阿里山山脈西側支稜的一座山峰，位於臺南市白河區關嶺里與嘉義縣大埔鄉西興村交界，海拔1236.6公尺，為臺南市的最高峰，亦為臺灣小百岳之一。山名中的「凍」（棟）訛寫自客家話的「崠」，意指山的高處。為與同屬阿里山山脈，位於奮起湖附近的大凍山區隔，該山亦被特稱關子嶺大凍山，指其西北方的關子嶺與關子嶺風景區。林業署在此規劃「關子嶺大凍山步道」，屬於國家步道系統的一部分。
攀登大凍山一般由台南市白河區關子嶺後山的「紫雲殿仙祖廟」出發，行程約6公里，是台南市假日熱門登山健行路線。
台南市政府觀光旅遊局為發展山區觀光資源，規劃綠色長城串聯原台南縣百岳，大凍山即是北端的起點。
本線由關子嶺及大凍山西麓構成的區塊狀遊線，沿途設有枕木步道及兩個木造涼亭，抵達山頂時，另有一座早期為防範森林火災所設置之防火瞭望台，可以觀賞關仔嶺景色。亦有東山區李子園部落攀登路線，因李仔園部落登山步道四通八達，可通往大凍山、崁頂福安宮、崁頭山孚佑宮仙公廟等地。逐漸成為登山客新選擇，對於行程具有較多選擇性，可適合體能較佳人士，步行時間約2~3小時。

## 外部連結
- 關仔嶺大凍山步道 - 台灣山林悠遊網（页面存档备份，存于）
- 旅遊資訊 - 自然步道 - 關仔嶺大凍山步道